# Сказ про Федота-стрельца
«Сказ про Федота-стрельца» — художественный фильм по мотивам пьесы Леонида Филатова «Про Федота-стрельца, удалого молодца» (1985, редакция 1998 года).
В отличие от оригинальной пьесы, где преобладают комические элементы, фильм поставлен в жанре трагифарса.

## Сюжет
Царь-самодур дает совершенно невыполнимые задания стрельцу Федоту, чтобы тот ушел и не вернулся. Но голубица Маруся, полюбившая Федота, помогает своему суженому, и стрелец каждый раз утирает царю нос (в переносном смысле), преодолевая любые препятствия и возвращаясь на коне (в переносном смысле), а в конце концов раздобыв даже «то-чего-не-может-быть» (в буквальном смысле).

## В ролях
| Актёр               | Роль                                |
| ------------------- | ----------------------------------- |
| Константин Воробьёв | Федот                               |
| Андрей Мягков       | царь                                |
| Владимир Гостюхин   | генерал                             |
| Елена Габец         | нянька                              |
| Ольга Пашкова       | Маруся                              |
| Наталья Щербакова   | царевна                             |
| Ольга Волкова       | Баба Яга                            |
| Юрий Гальцев        | французский посол                   |
| Виктор Сухоруков    | То, чего не может быть              |
| Сергей Дрейден      | жертва                              |
| Валерий Прохоров    | пастух-рассказчик                   |
| Роман Жилкин        | гармонист                           |
| Галина Кузнецова    | Сирин-птица                         |
| Светлана Гайтан     | Гамаюн-птица                        |
| Надежда Жарикова    | Жар-птица                           |
| Кирилл Ульянов      | Тит Кузьмич                         |
| Александр Новиков   | Фрол Фомич                          |
| Гали Абайдулов      | японский посол / мужик с пистолетом |
| Аркадий Коваль      | немецкий посол                      |
| Сергей Паршин       | шотландский посол                   |
| Елена Андреева      | Жозефина                            |
| Анастасия Иванова   | Генриетта                           |
| Елена Савельева     | ведьма                              |

## Съёмочная группа
- Автор сценария и режиссёр — Сергей Овчаров
- Оператор — Иван Багаев
- Художник — Павел Новиков

## Отзывы и оценки
Фильм получил противоречивые отзывы критиков: его называли странным, авангардным и сильно отступающим от книги-первоисточника. О нём писали: «Если это пародия, то очень неаккуратная и провокационная» (Empire), «Похоже, что стратегия студии СТВ и заключается в создании такого многомерного портрета русского панка <...> Кокошники похожи на ирокезы, пробивающиеся на человечьих лбах рога — на бармы» («Афиша»).